# Favonigobius exquisitus
Favonigobius exquisitus är en fiskart som beskrevs av Whitley, 1950. Favonigobius exquisitus ingår i släktet Favonigobius och familjen smörbultsfiskar. IUCN kategoriserar arten globalt som livskraftig. Inga underarter finns listade i Catalogue of Life.